# 玉永仁一郎
玉永 仁一郎（たまなが じんいちろう、2001年10月30日 - ）は、日本出身のラグビーユニオン選手。2025年現在ジャパンラグビーリーグワンに参戦する浦安D-Rocksに所属している。

## プロフィール
- 大阪府出身[1]。
- ポジションはプロップ(PR)。
- 身長 177 cm、体重 115 kg
- 愛称はタマちゃん、たまじん。
- U17日本代表に選ばれたことがある[2]。

## 来歴
2020年、常翔学園高校卒業後、流通経済大学に入る。
2024年、アーリーエントリーで浦安D-Rocksに加入。